# Strigapoderopsis callosicollis
Strigapoderopsis callosicollis es una especie de coleóptero de la familia Attelabidae.

## Distribución geográfica
Habita en Gabón.